# Funhouse (single)
Funhouse is een nummer van de Amerikaanse zangeres Pink uit 2009. Het is de vierde single van haar gelijknamige vijfde studioalbum.
De titel van het nummer is gekozen vanwege het feit dat Pink het leven en de liefde als een soort kermis ziet. "Funhouse" werd wereldwijd een hit. In de Amerikaanse Billboard Hot 100 haalde het nummer een bescheiden 44e positie. In de Nederlandse Top 40 wist het nummer de 14e positie te behalen, en in de Vlaamse Ultratop 50 de 22e.